# Хэфэй
Хэфэ́й (кит. 合肥, пиньинь Héféi) — городской округ в провинции Аньхой КНР, место пребывания властей провинции Аньхой.

## Этимология
Название Хэфэй — древнее, дано ввиду того, что здесь воды «реки Фэй» (кит. 肥水, палл. фэй шуй), вышедшие из гор и разделённые на ветви, снова «объединялись» (кит. 合, палл. хэ).

## История
В эпоху Чжоу эти земли входили в состав царства Луцзы (庐子国).
После образования первого в истории Китая централизованного государства — империи Цинь — в этих местах в 221 году до н. э. разместились власти округа Цзюцзян (九江郡). Когда начались восстания против империи Цинь, то в 206 году до н. э. Сян Юй образовал в этих местах княжество Цзюцзян (九江王国), а четыре года спустя переименовал его в Хуайнаньское княжество (淮南王国). Во времена империи Хань Хуайнаньское княжество было в 174 году до н. э. преобразовано в округ Хуайнань (淮南郡), однако через шесть лет округ Хуайнань вновь стал Хуайнаньским княжеством. В 122 году до н. э. Хуайнаньское княжество вновь стало округом Цзюцзян, в составе которого был образован уезд Хэфэй (合肥县); так впервые появилось название «Хэфэй». В 25 году уезд Хэфэй был преобразован в удел Хэфэй (合肥侯国), однако в 200 году удел вновь стал уездом.
В эпоху Троецарствия здесь состоялось несколько крупных сражений.
Во времена империи Цзинь, когда Китай раскололся на южную и северную части, эти места стали зоной кровавых сражений, и административные структуры здесь были уничтожены. Во времена южного государства Сун территория древнего уезда Хэфэй вошла в состав уезда Жуинь (汝阴县), а во времена государства Лян в 506 году здесь разместились власти округа Жуинь (汝阴郡). В 547 году была создана область Хэчжоу (合州), власти которой также разместились в этих местах.
После образования империи Суй уезд Жуинь был в 581 году переименован в уезд Хэфэй, а область Хэчжоу — в Лучжоу (庐州); затем область Лучжоу была переименована в округ Луцзян (庐江郡). После образования империи Тан округ Луцзян в 620 году вновь стал областью Лучжоу, в 742 году область Лучжоу вновь стала округом Луцзян, в 758 году округ Луцзян вновь стал областью Лучжоу.
После монгольского завоевания область Лучжоу была в 1277 году поднята в статусе до региона Лучжоу (庐州路). Когда поднявший восстание против монголов Чжу Юаньчжан захватил административный центр Лучжоу, то ввёл свою схему управления, и здесь разместились власти Лучжоуской управы (庐州府) провинции Цзянхуай. После образования империи Мин Лучжоуская управа была подчинена напрямую имперским властям в Нанкине, войдя в состав «Южной непосредственно управляемой области» (Наньчжили). После маньчжурского завоевания провинция Южная непосредственно управляемая область была в 1645 году лишена особого статуса и преобразована в обычную провинцию, получившую название «Цзяннань». В 1664 году провинция Цзяннань была разделена на провинции Цзянсу и Аньхой, и Лучжоуская управа вошла в состав провинции Аньхой. Во времена восстания тайпинов административный центр Лучжоуской управы служил в 1853—1861 годах местом временного пребывания губернатора провинции Аньхой.
После Синьхайской революции в Китае была проведена реформа структуры административного деления, и в 1912 году управы были упразднены, уезд Хэфэй стал подчиняться напрямую правительству провинции Аньхой. Во время Второй мировой войны почти вся провинция Аньхой была занята японскими войсками; после капитуляции Японии из уезда Хэфэй в 1945 году был выделен город Хэфэй. В 1946 году гоминьдановские власти перевели власти провинции в Хэфэй.
Во время гражданской войны Хэфэй перешёл под контроль коммунистов 21 января 1949 года. В феврале 1949 года город был разделён на районы № 1, № 2 и № 3, а уезд Хэфэй — расформирован (вместо него были созданы уезды Фэйдун и Фэйси). В 1950 году город был расширен в восточном направлении, где был создан Привокзальный район. В 1951 году районы № 1 и № 2 были объединены в Восточный городской район (东市区), а район № 3 был переименован в Западный городской район (西市区); также в январе были созданы два Пригородных района, которые в ноябре того же года были объединены в единый Городской пригородный район (城郊区). В 1952 году была образована провинция Аньхой, власти которой разместились в Хэфэе, в том же году Городской пригородный район был разделён на Восточный пригородный район (东郊区) и Западный пригородный район (西郊区). В 1955 году Восточный и Западный пригородные районы вновь были объединены в Городской пригородный район.
В 1960 году Восточный городской район был переименован в Южный городской район (南市区), Привокзальный район — в Восточный городской район, а Городской пригородный район — сначала в район Шушань, а затем — в Северный городской район (北市区). В 1963 году Южный городской район был переименован в Центральный городской район (中市区), а Северный городской район — в Пригородный район (郊区).
В 1965 году был создан уезд Чанфэн, став первым уездом под юрисдикцией властей Хэфэя. В 1983 году под юрисдикцию властей Хэфэя перешли уезды Фэйдун и Фэйси.
В 2002 году Западный городской район был переименован в район Шушань, Восточный городской район — в район Яохай, Центральный городской район — в район Луян, а Пригородный район — в район Баохэ.
В 2011 году был расформирован городской округ Чаоху, и под юрисдикцию властей Хэфэя перешли городской уезд Чаоху и уезд Луцзян.

## География
Внутри городского округа Хэфэй находится озеро Чаоху — одно из пяти крупнейших пресноводных озёр Китая. На озере есть несколько островов, крупнейший из которых — Лаошань. 
В центральной части Хэфэя расположено несколько парков, крупнейшими из них являются Сяояоцзинь, Синхуа, Хуаньчэн и Хэфэйский парк дикой природы. 

### Климат
В городе муссонный климат с прохладной сухой зимой и жарким влажным летом.
| Показатель                         | Янв. | Фев. | Март | Апр. | Май  | Июнь | Июль | Авг. | Сен. | Окт. | Нояб. | Дек. | Год  |
| ---------------------------------- | ---- | ---- | ---- | ---- | ---- | ---- | ---- | ---- | ---- | ---- | ----- | ---- | ---- |
| Средний суточный максимум, °C      | 7,0  | 8,4  | 13,5 | 20,1 | 25,3 | 29,0 | 32,0 | 32,2 | 27,2 | 22,1 | 15,9  | 9,7  | 20,2 |
| Средний суточный минимум, °C       | −1,6 | 0,0  | 4,4  | 10,3 | 15,7 | 20,4 | 24,6 | 24,2 | 19,1 | 12,6 | 6,1   | −0,1 | 11,3 |
| Норма осадков, мм                  | 29   | 48   | 69   | 87   | 96   | 159  | 188  | 124  | 95   | 60   | 56    | 25   | 1036 |
| Источник: Гонконгская обсерватория |      |      |      |      |      |      |      |      |      |      |       |      |      |

## Население
Подавляющее число жителей городского округа Хэфэй составляют ханьцы, имеются небольшие общины мусульман-хуэй и маньчжуров. Большинство горожан говорят на цзянхуайском диалекте севернокитайского языка; кроме того, в разной степени распространены языки хуэй, у, гань и чжунъюаньский диалект севернокитайского языка.
Значительную долю населения составляют трудовые мигранты из других округов Аньхоя и соседних провинций Хэнань, Хубэй и Цзянси.
Хэфэй входит в тройку городов Китая, обладающих наибольшей привлекательностью для иностранных специалистов, уступая лишь Шанхаю и Пекину.

## Административно-территориальное деление
Городской округ Хэфэй делится на 4 района, 1 городской уезд, 4 уезда:
| Карта                                                    | Статус | Название | Иероглифы      | Пиньинь | Площадь (км²) | Население (2010) |
| -------------------------------------------------------- | ------ | -------- | -------------- | ------- | ------------- | ---------------- |
| Яохай Луян Шушань Баохэ Чанфэн Фэйдун Фэйси Луцзян Чаоху |        |          |                |         |               |                  |
| Район                                                    | Яохай  | 瑶海区   | Yáohǎi qū      |         |               |                  |
| Район                                                    | Луян   | 庐阳区   | Lúyáng qū      |         |               |                  |
| Район                                                    | Шушань | 蜀山区   | Shǔshān qū     |         |               |                  |
| Район                                                    | Баохэ  | 包河区   | Bāohé qū       |         |               |                  |
| Городской уезд                                           | Чаоху  | 巢湖市   | Cháohú shì     |         |               |                  |
| Уезд                                                     | Чанфэн | 长丰县   | Chángfēng xiàn |         |               |                  |
| Уезд                                                     | Фэйдун | 肥东县   | Féidōng xiàn   |         |               |                  |
| Уезд                                                     | Фэйси  | 肥西县   | Féixī xiàn     |         |               |                  |
| Уезд                                                     | Луцзян | 庐江县   | Lújiāng xiàn   |         |               |                  |

## Экономика
В Хэфэе развиты следующие виды промышленности: машиностроение (в том числе производство электромобилей и промышленного оборудования), электроника, металлургия, химическая промышленность, текстильная промышленность, швейная промышленность, производство аккумуляторных батарей, солнечных панелей, строительных материалов, пищевых продуктов и сигарет. 
Также Хэфэй активно развивает такие отрасли, как квантовые и космические исследования, робототехника. В 2004 году ВВП Хэфэя составлял 58,97 млрд юаней, а в 2016 году вырос до 627,43 млрд юаней (около 91,12 млрд долларов США). На территории городского округа расположены 3 парка экономического и научно-технического развития. В окрестностях города имеется развитое сельское хозяйство.
В Хэфэе базируются производитель легковых и грузовых автомобилей, внедорожников, пикапов и автобусов JAC Motors, производитель автобусов Anhui Ankai Automobile, производитель погрузчиков и тракторов Anhui Heli, производители полупроводников Changxin Memory Technologies (CXMT), Sino King Technology и Nexchip, производители бытовой техники Hefei Meiling и Royalstar (Hefei Rongshida Group), производитель энергетического оборудования Sungrow Power Supply, производитель объективов Venus Optics, компании в сфере информационных технологий iFlytek, Origin Quantum Computing Technology и VariFlight, сеть универмагов Hefei Department Store Group, строительный подрядчик Hefei Construction Engineering Group. 
Также в городе расположены автомобильные заводы Volkswagen Anhui, JAC Volkswagen и NIO, завод строительной техники Hitachi Construction Machinery, завод автомобильных аккумуляторов Gotion, завод солнечных панелей Tongwei Solar, завод холодильников Hefei Hualing, заводы кондиционеров Haier и Midea HVAC Equipment, завод стиральных машин Midea, завод бытовой техники TCL Home Appliances, завод сверхзвуковых двигателей Института механики при Академии наук КНР, нефтехимический комбинат CNSG Anhui Hongsifang, шинный завод Continental AG и исследовательский центр в области  электромобилей компании Volkswagen.

### Строительство и недвижимость
В Хэфэе строится много офисной, торговой и жилой недвижимости. В городе сложились два новых деловых центра — вокруг Лебединого озера в районе Шушань и в районе Биньху (Binhu New Area) возле озера Чаоху. Крупнейшими операторами недвижимости являются China Resources Land, Greenland Holdings, China Vanke и Wanda Group. Самыми высокими зданиями города являются:
- China Resources Center (280 м)
- Binhu Times Square (242 м)
- Greenland Center (240 м)
- Anhui International Trade Center (239 м)
- Anhui Broadcasting & TV Centre (226 м)
- Landscape Brilliant Center (220 м)

В Хэфэе базируется крупный подрядчик строительства энергетических объектов Anhui №1 Electric Power Construction (подразделение корпорации China Energy Engineering Group).

### Туризм
В Хэфэе расположены престижные отели мировых сетей InterContinental, Crowne Plaza, Holiday Inn, The Westin, Sheraton, Four Points, Hilton, Langham, Shangri-La, Grand Hyatt, Park Hyatt, Pullman.

### Розничная торговля
Главный торговый район расположен на пересечении улиц Хойчжоу и Хуайхэ. В городе представлены крупные сетевые гипермаркеты, супермаркеты и универмаги, в том числе Carrefour и Parkson. По состоянию на 2020 год в Хэфэе работало 279 продовольственных рынков.

### Зонирование
В городском округе Хэфэй находится несколько зон развития и промышленных парков: 
- Hefei Economic and Technological Development Zone (Шушань)
- Hefei National High-Tech Industry Development Zone (Шушань)
- Longgang Development Zone (Яохай)
- Shuangfeng Development Zone (Чанфэн)
- Taohua Industrial Park (Фэйси)
- Yaohai Industrial Park (Яохай)

### Сельское хозяйство
В сельской местности Хэфэя выращивают рис, пшеницу и овощи, разводят свиней и домашнюю птицу, производят мёд. Район Баохэ славится своим цветоводством.

## Транспорт

### Автомобильный транспорт
Через территорию городского округа проходят скоростные автомагистрали G3 (Пекин — Фучжоу), G3-21 (Дэчжоу — Шанжао), G40 (Шанхай — Сиань), G42 (Шанхай — Чэнду), G42-12 (Хэфэй — Аньцин), G50-11 (Уху — Хэфэй), S17 (Бэнбу — Хэфэй), S24 (Чаншу — Хэфэй),  а также национальные шоссе Годао 206 (Яньтай — Шаньтоу), Годао 312 (Шанхай — Кульджа), Годао 346 (Шанхай — Анькан).
В Хэфэе имеется обширная автобусная сеть. Междугородние рейсы обслуживает Западный автовокзал.

### Железнодорожный транспорт
Южный вокзал Хэфэя, расположенный в районе Баохэ, обслуживает поезда скоростных линий:
- Скоростная железная дорога Шанхай — Ухань — Чэнду
- Скоростная железная дорога Хэфэй — Ухань
- Скоростная железная дорога Хэфэй — Нанкин
- Скоростная железная дорога Хэфэй — Бэнбу
- Скоростная железная дорога Хэфэй — Фучжоу
- Скоростная железная дорога Хэфэй — Цзюцзян
- Скоростная железная дорога Шанцю — Ханчжоу[32][33]

Хэфэйский железнодорожный вокзал, расположенный в районе Яохай, обслуживает поезда линий Хэфэй — Нанкин, Хэфэй — Цзюцзян и Хэфэй — Бэнбу. Рядом с вокзалом расположено крупное локомотивное депо. Северный вокзал специализируется на логистике и грузовых перевозках в Европу.
Хэфэй связан железнодорожными контейнерными маршрутами с логистическими узлами в Казахстане, Узбекистане, России, Азербайджане, Турции, Польше, Германии, Нидерландах, Франции и Финляндии. В июне 2014 года из Хэфэя отправился первый грузовой поезд по маршруту Китай — Европа. По состоянию на июнь 2022 года по этому маршруту было отправлено и принято 2440 грузовых поездов. Общая стоимость товаров, перевезенных грузовыми поездами по маршрутам Китай — Европа, превысила 10 млрд долларов США. Обслуживание маршрута осуществляет компания Hefei International Land Port Development.

### Метрополитен
В городе работает Хэфэйский метрополитен, официально введённый в эксплуатацию 26 декабря 2016 года. По состоянию на 2021 год функционировали четыре линии и ещё одна находилась в стадии строительства.

### Авиационный транспорт
Хэфэй обслуживает международный аэропорт Хэфэй Синьцяо, расположенный в районе Шушань. В 2018 году через аэропорт прошло более 11 млн пассажиров и около 70 тыс. тонн грузов. Важное значение имеет регулярное грузовое авиасообщение с США, Великобританией, Южной Кореей и Японией.

### Водный транспорт
Пассажирское судоходство развито на озере Чаоху, из которого по каналам и протокам можно попасть в Янцзы в районе города Уху.

## Наука и образование
Согласно рейтингу британского журнала Nature по состоянию на 2022 год Хэфэй занимал 16-е место среди научно-исследовательских центров мира.
В городском округе находятся 30 университетов и вузов, свыше пятидесяти профессионально-технических училищ, 190 научно-исследовательских институтов и организаций, в том числе семь национальных лабораторий (второе место в Китае, после Пекина), а также древние оперные школы «лу» и «хуанмэй». Хэфэй является важнейшим научным центром Китая в области физических исследований. 
- Китайский научно-технологический университет[44][45][46]
  - Национальная лаборатория синхротронного излучения
  - Национальная лаборатория физических наук в микромасштабе
  - Национальная инженерная лаборатория речи и обработка языковой информации
  - Национальный центр суперкомпьютеров
  - Национальная геофизическая обсерватория
  - Государственная лаборатория электроники и обнаружения частиц
  - Государственная лаборатория пожарных наук
  - Лаборатория мультимедийных вычислений и коммуникаций
  - Школа математических наук
  - Школа физических наук
  - Школа ядерных наук и технологий
  - Школа химических наук и материаловедения
  - Школа биологических наук
  - Школа инженерных наук
  - Школа информационных наук и технологий
  - Школа компьютерных наук и технологий
  - Школа программной инженерии
  - Школа наук о земле и космосе
  - Школа менеджмента
  - Школа гуманитарных и социальных наук
- Хэфэйское отделение Китайской академии наук
  - Хэфэйский институт физических наук[47][48]
    - Институт физики твердого тела
    - Институт физики плазмы[49]
    - Институт интеллектуальных машин[50]
    - Аньхойский институт оптики и точной механики[51]
    - Центр физической медицины и технологий[52]
    - Лаборатория высокоинтенсивного магнитного поля[53][54]

  - Институт технологий безопасности ядерной энергетики[55]
  - Институт технической биологии и сельскохозяйственной инженерии[56]
  - Китайско-российский объединенный исследовательский центр оптики атмосферы[57][58]
- Хэфэйский технологический университет
  - Школа электроники и прикладной физики
  - Школа микроэлектроники
  - Школа математики
  - Школа программного обеспечения
  - Школа компьютерных наук и информационных технологий
  - Школа механики и автоматики
  - Школа электротехники и автоматики
  - Школа биотехнологий и пищевой промышленности
  - Школа химии
  - Школа архитектуры и искусств
  - Школа гражданского строительства
  - Школа иностранных языков
  - Школа экономики
- Хэфэйский университет
- Аньхойский университет
- Аньхойский сельскохозяйственный университет
- Аньхойский медицинский университет
- Аньхойский университет китайской медицины
- Аньхойский университет Цзяньчжу
- Хэфэйский педагогический университет
- Кампус Бэйханского университета
- Кампус Национального университета оборонных технологий
- Кампус Пекинского университета иностранных дел
- Аспирантура Тяньцзиньского университета
- Аспирантура Пекинского университета
- Исследовательский институт общественной безопасности университета Цинхуа

Институт физики плазмы имеет в своём составе экспериментальный сверхпроводящий токамак EAST. Хэфэйский 105-й госпиталь НОАК проводит исследования в сфере генетической инженерии и редактирования генома человека.

## Достопримечательности
В районе Баохэ раскинулся красивый парк Баогун, на территории которого расположены гробница высокопочитаемого судьи Бао Чжэна и его мемориальный храм, построенный в 1066 году, а также различные павильоны, пагоды, ворота и гроты в традиционном стиле.
В районе Луян расположена бывшая резиденция Ли Хунчжана, построенная в конце XIX века и полностью восстановленная в 1990-х годах.
Также в Луяне находится храмовый комплекс Минцзяо, также известный как Храм Железного Будды. Основан в начале VI века, однако из-за войн и стихийных бедствий храм неоднократно перестраивался. Последний раз Минцзяо был отреставрирован в 2015 году.  
В уезде Фэйси расположен старинный городок Саньхэ, в котором сохранились древние стены, башни и кварталы с узкими улочками.

## Культура
- Исторический музей провинции Аньхой
- Аньхойский музей палеонтологии
- Аньхойский геологический музей
- Аньхойский музей знаменитых земляков
- Хэфэйский музей науки и технологий
- Хэфэйский музей деликатесов[60]
- Хэфэйский большой театр
- Театр Цзянхуай
- Библиотека провинции Аньхой
- Библиотека Аньхойского университета
- Библиотека Хэфэйского педагогического колледжа
- Детская библиотека Хэфэя

## Здравоохранение
Народные больницы имеются во всех районах и уездах Хэфэя. Важным центром здравоохранения является больница № 2 при Аньхойском медицинском университете.

## Средства массовой информации
В Хэфэе базируется телесеть Anhui Television, вещающая на мандарине.

## Спорт
В уезде Чаоху расположен многофункциональный стадион «Чаоху» на 30 тыс. мест. 
Также в Хэфэе расположен футбольный стадион «Аньхой Лаомингуан» («Народный стадион провинции Аньхой») на 20 тыс. мест.

## Известные уроженцы
На территории современного Хэфэя родились государственные, политические и военные деятели Фань Цзэн (278 до н. э.), Бао Чжэн (999), Ли Хунчжан (1823), Дин Жучан (1836), Не Шичэн (1836), Дуань Цижуй (1865), Ван Итан (1877), Чжан Чжичжун (1895), Вэй Лихуан (1897), Сунь Лижэнь (1900) и Чжан Цзиньфу (1914), а также физик Янг Чжэньнин (1922), шахматистка Сюй Юаньюань (1981), прыгунья в воду Ли На (1984).

## Города-побратимы
Хэфэй является побратимом следующих городов:
- Куруме, Япония — с 1980
- Фритаун, Сьерра-Леоне — с 1984
- Бужумбура, Бурунди — с 1986
- Колумбус, США — с 1988
- Ольборг, Дания — с 1989
- Лерида, Испания — с 1998
- Вонджу, Республика Корея — с 2002
- Даребин, Австралия — с 2003
- Белфаст, Великобритания — с 2003
- Оснабрюк, Германия — с 2006
- Уфа, Российская Федерация — с 2016
- Брест, Белоруссия — с 2017[62]
- Чебоксары , Российская Федерация
- Нижний Новгород, Российская Федерация — с 2019

## Галерея
- Лебединое озеро
- Комплекс Anhui Television
- Жилой комплекс
- Деловой район
- Парковая зона
- Отель Swan Lake
- Олимпийский спортивный центр
- Аньхойский музей знаменитых земляков
- Храм на озере Чаоху
- Храм Минцзяо
- Мемориал битвы за переправу
- Исторический музей
- Большой театр
- Театр Цзянхуай
- Станция метро
- Binhu Xindi City Plaza
- Офис городской газеты
- Аньхойская библиотека